# Sobótka (województwo kujawsko-pomorskie)
Sobótka – osada w Polsce położona w województwie kujawsko-pomorskim, w powiecie grudziądzkim, w gminie Rogóźno.
Miejscowość wchodzi w skład sołectwa Bukowiec.
W latach 1975–1998 miejscowość administracyjnie należała do województwa toruńskiego.
Na terenie osady znajdują się 2 przystanki autobusowe: Sobótka oraz Sobótka I na których zatrzymuje się linia autobusowa nr 7.